# Chrysopogon copei
Chrysopogon copei là một loài thực vật có hoa trong họ Hòa thảo. Loài này được N.Mohanan & Ravi mô tả khoa học đầu tiên năm 2001.